# Бьюссак
Бьюсса́к (фр. Bioussac) — коммуна во Франции, находится в регионе Пуату — Шаранта. Департамент — Шаранта. Входит в состав кантона Рюффек. Округ коммуны — Конфолан.
Код INSEE коммуны — 16044.
Коммуна расположена приблизительно в 360 км к юго-западу от Парижа, в 65 км южнее Пуатье, в 45 км к северу от Ангулема.

## Население
Население коммуны на 2008 год составляло 228 человек.
| 1962 | 1968 | 1975 | 1982 | 1990 | 1999 | 2008 |
| ---- | ---- | ---- | ---- | ---- | ---- | ---- |
| 469  | 383  | 311  | 224  | 244  | 227  | 228  |

## Администрация
| Период | Период | Фамилия       | Партия                  | Примечания |
| ------ | ------ | ------------- | ----------------------- | ---------- |
| 2001   | 2008   | Ален Пенишон  |                         |            |
| 2008   | 2014   | Никола Виссер | Социалистическая партия |            |

## Экономика
В 2007 году среди 130 человек в трудоспособном возрасте (15—64 лет) 93 были экономически активными, 37 — неактивными (показатель активности — 71,5 %, в 1999 году было 64,6 %). Из 93 активных работали 80 человек (49 мужчин и 31 женщина), безработных было 13 (7 мужчин и 6 женщин). Среди 37 неактивных 9 человек были учениками или студентами, 14 — пенсионерами, 14 были неактивными по другим причинам.

## Фотогалерея

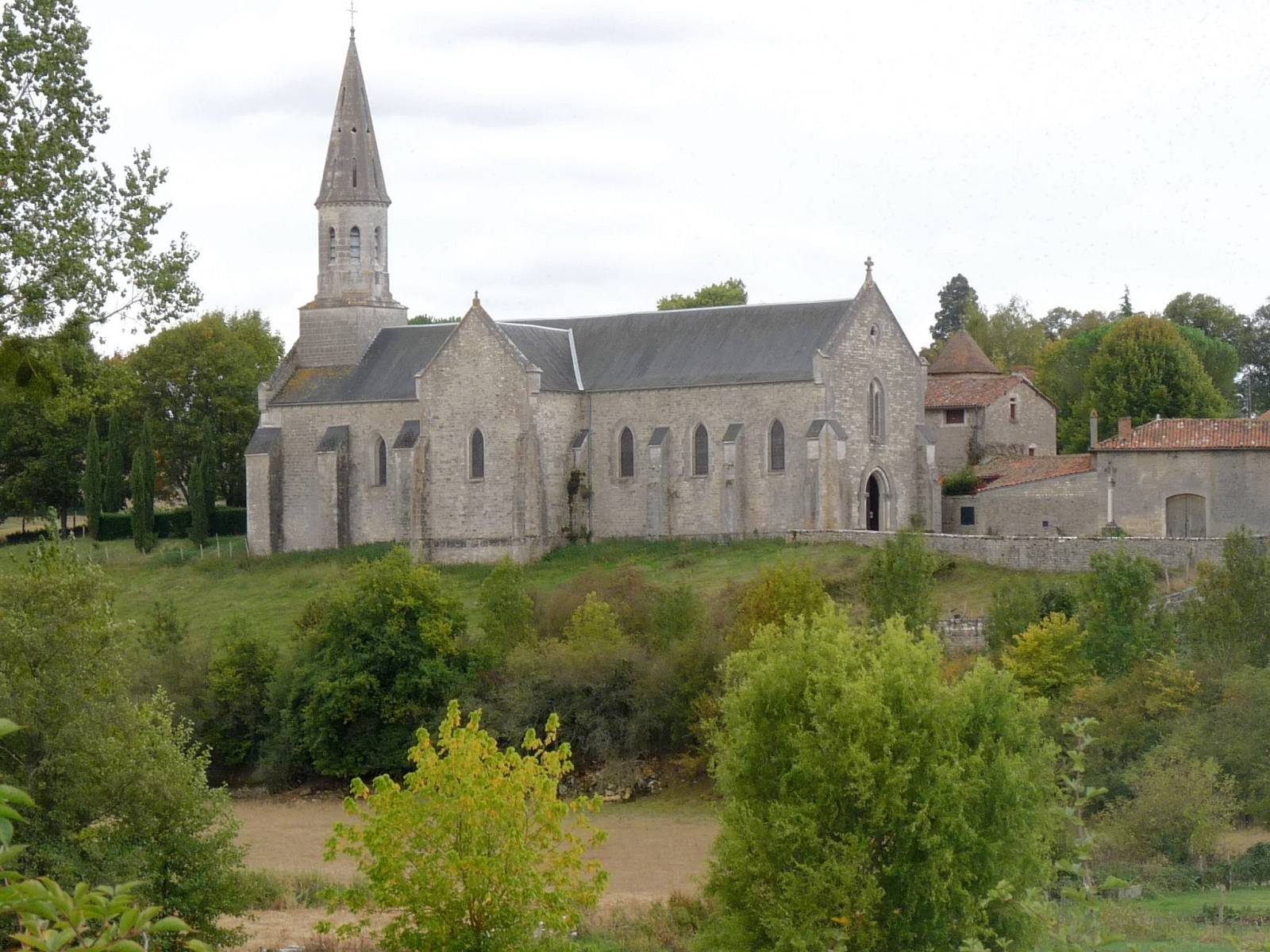
Церковь Сен-Пьер
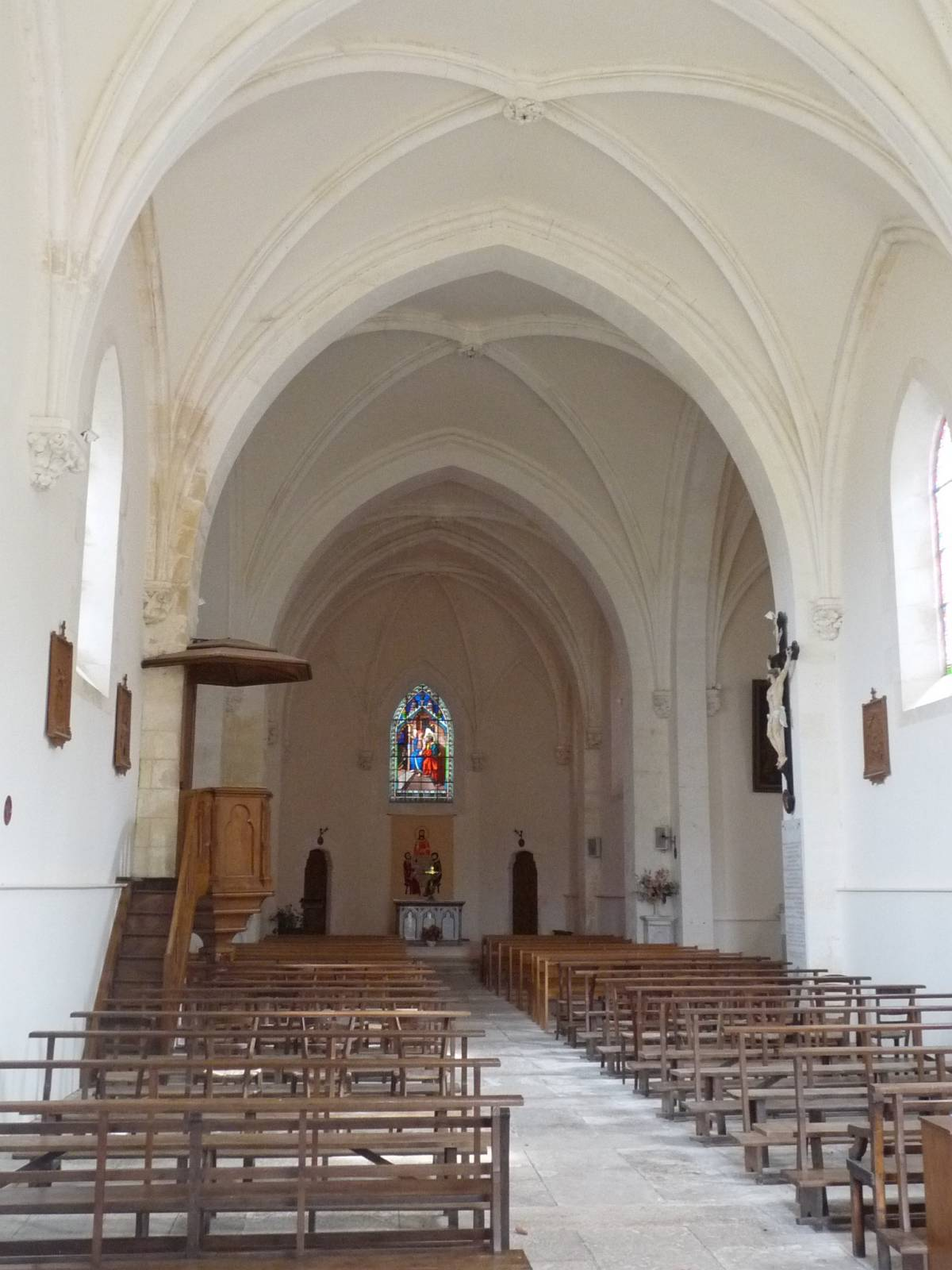
Интерьер церкви Сен-Пьер
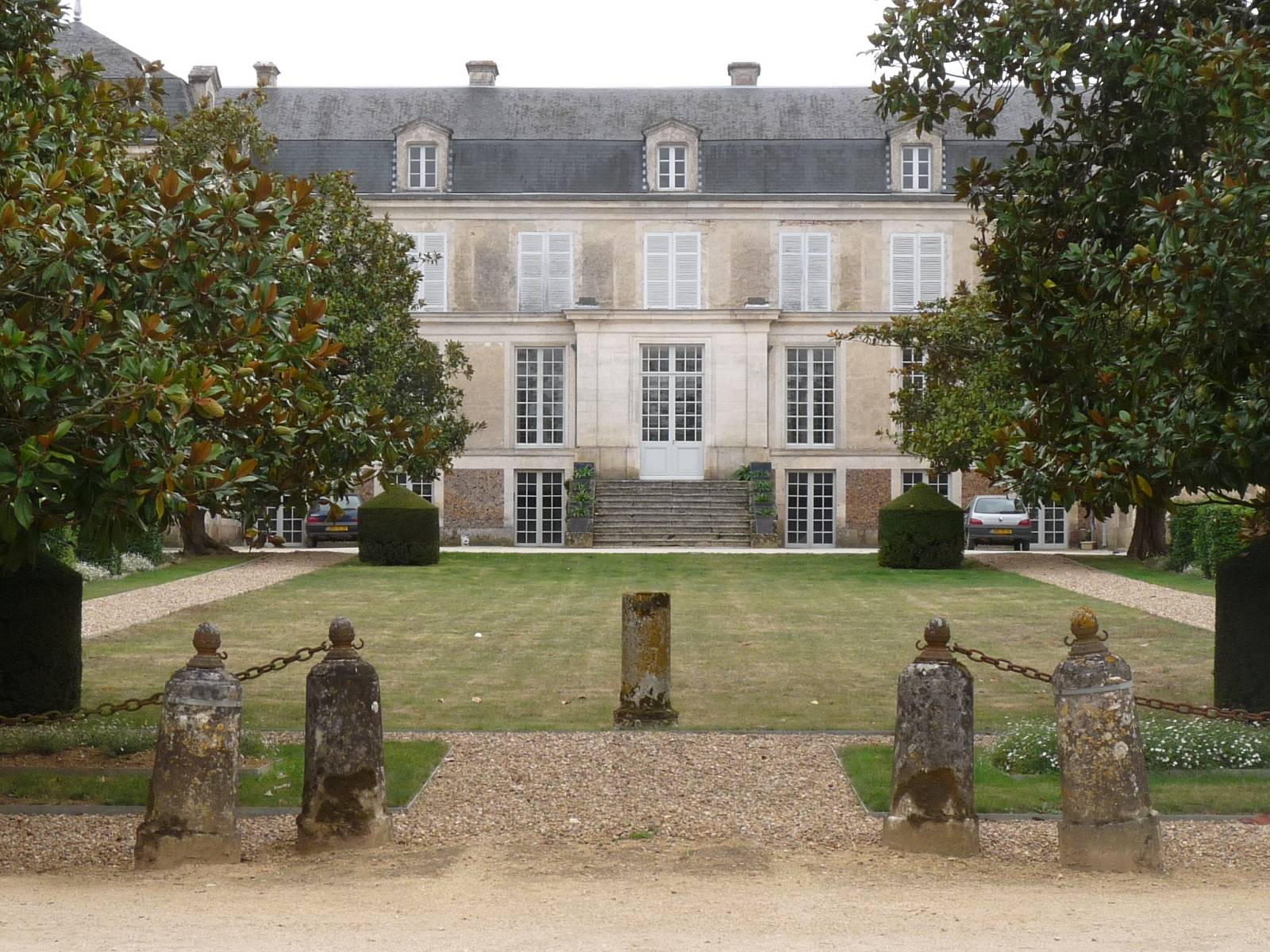
Замок Абрежман